# Isodon racemosus
Isodon racemosus là một loài thực vật có hoa trong họ Hoa môi. Loài này được (Hemsl.) Murata mô tả khoa học đầu tiên năm 1971.